# Euphorbia brevirama
Euphorbia brevirama es una especie fanerógama perteneciente a la familia Euphorbiaceae. Es endémica de Sudáfrica.

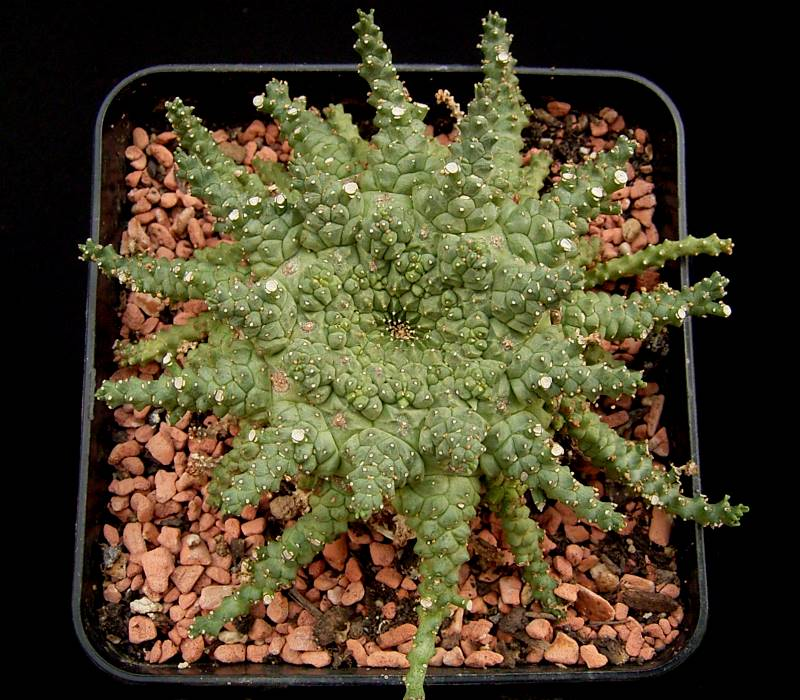
Vista de la planta

## Descripción
Es una planta perenne enana con hojas suculentas, sin espinas, pero con restos persistentes de los pedúnculos de sus ramas, el cuerpo de la planta es obconico, plano en la parte superior y no marcado por las líneas de depresión octogonales de las áreas aplanadas. Las hoja caducas, ovadas, agudas: Las inflorescencias en 2-4 pedúnculos que surgen de las axilas en los extremos de las ramas, con diminutas brácteas caducas, involucro solitario.

## Taxonomía
Euphorbia brevirama fue descrita por Nicholas Edward Brown y publicado en Flora Capensis 5(2): 317. 1915.
Etimología
Euphorbia: nombre genérico que deriva del médico griego del rey Juba II de Mauritania (52 a 50 a. C. - 23), Euphorbus, en su honor – o en alusión a su gran vientre – ya que usaba médicamente Euphorbia resinifera. En 1753 Carlos Linneo asignó el nombre a todo el género.
brevirama: epíteto latino que significa "con pequeñas ramas".